# أمين عز الدين (مؤرخ)
أمين عز الدين (1921 - 2001م)، هو مفكر ومؤرخ الحركة النقابية المصرية ومؤرخ بارز للحركة العمالية المصرية، وهو أحد أبرز القيادات الشعبية والعمالية، وقد أمضى عمره في خدمة الحركة العمالية المصرية. تولى عز الدين مواقع قيادية مختلفة في مصلحة العمال والضمان الاجتماعي، وكذلك التنظيمات السياسية، كما سبق له العمل في مكتب الشؤون العربية برئاسة الجمهورية، وأسهم في صياغة التشريعات العمالية عام 1970م، ووضع الأسس التي قام عليها اتحاد عمال مصر، وقد حصل أمين عز الدين على ليسانس الآداب من جامعة القاهرة، وعلى الماجستير من جامعة أوكسفورد البريطانية في الدراسات العمالية، ألف عدد من الكتب ياتي في مقدمتها كتاب «تاريخ الطبقة العاملة المصرية» وذلك في 3 أجزاء.
هو من مواليد 8 ديسمبر 1921 في قرية ميت يعيش في محافظة الدقهلية - وتوفي يوم 3 يناير 2001.

## من مؤلفاته
- كتاب: «تاريخ الطبقة العاملة المصرية» (3 أجزاء).
- كتاب: «تاريخ الطبقة العاملة المصرية في الثلاثينات 1929-1939».
- كتاب: «تاريخ الطبقة العاملة منذ نشأتها حتى سنة 1919».

## تكريم جوائز أوسمة
كرمته دار الخدمات النقابية بعد وفاته

## وصلات خارجية
- سيرة طويلة لأمين عز الدين _ بقلم: مصطفي رستم